# Municipio de Leonard
El municipio de Leonard (en inglés: Leonard Township) es un municipio ubicado en el condado de Cass en el estado estadounidense de Dakota del Norte. En el año 2010 tenía una población de 108 habitantes y una densidad poblacional de 1,18 personas por km².

## Geografía
El municipio de Leonard se encuentra ubicado en las coordenadas 46°40′24″N 97°14′28″O / 46.67333, -97.24111. Según la Oficina del Censo de los Estados Unidos, el municipio tiene una superficie total de 91.24 km², de la cual 91,24 km² corresponden a tierra firme y (0 %) 0 km² es agua.

## Demografía
Según el censo de 2010, había 108 personas residiendo en el municipio de Leonard. La densidad de población era de 1,18 hab./km². De los 108 habitantes, el municipio de Leonard estaba compuesto por el 100 % blancos. Del total de la población el 1,85 % eran hispanos o latinos de cualquier raza.